# Uspenea, Cetatea Albă
Uspenea (în ucraineană Успенівка, transliterat: Uspenivka) este localitatea de reședință a comunei Uspenea din raionul Cetatea Albă, regiunea Odesa, Ucraina. Este situată între orașele Sărata și Cetatea Albă, pe malul râului Gadzider (azi: Chadžider).

## Demografie
Componența lingvistică a localității Uspenea
     Rusă (91,06%)
     Ucraineană (7,9%)
     Alte limbi (0,99%)
Conform recensământului din 2001, majoritatea populației localității Uspenea era vorbitoare de rusă (91,06%), existând în minoritate și vorbitori de ucraineană (7,9%).

## Apartenența la România Mare
În perioada 1918-1940 și 1941-1944, localitatea a făcut parte din județul Cetatea-Albă. Inițial a făcut parte din Cazaci, apoi din Sărata. La recensământul din 1980, localitatea avea 2.729 de locuitori, din care 22 români și 2.691 ruși.

## Personalități
- Cornel Chiriac, critic muzical, personalitate radio, jurnalist român